# Kemnerska gården

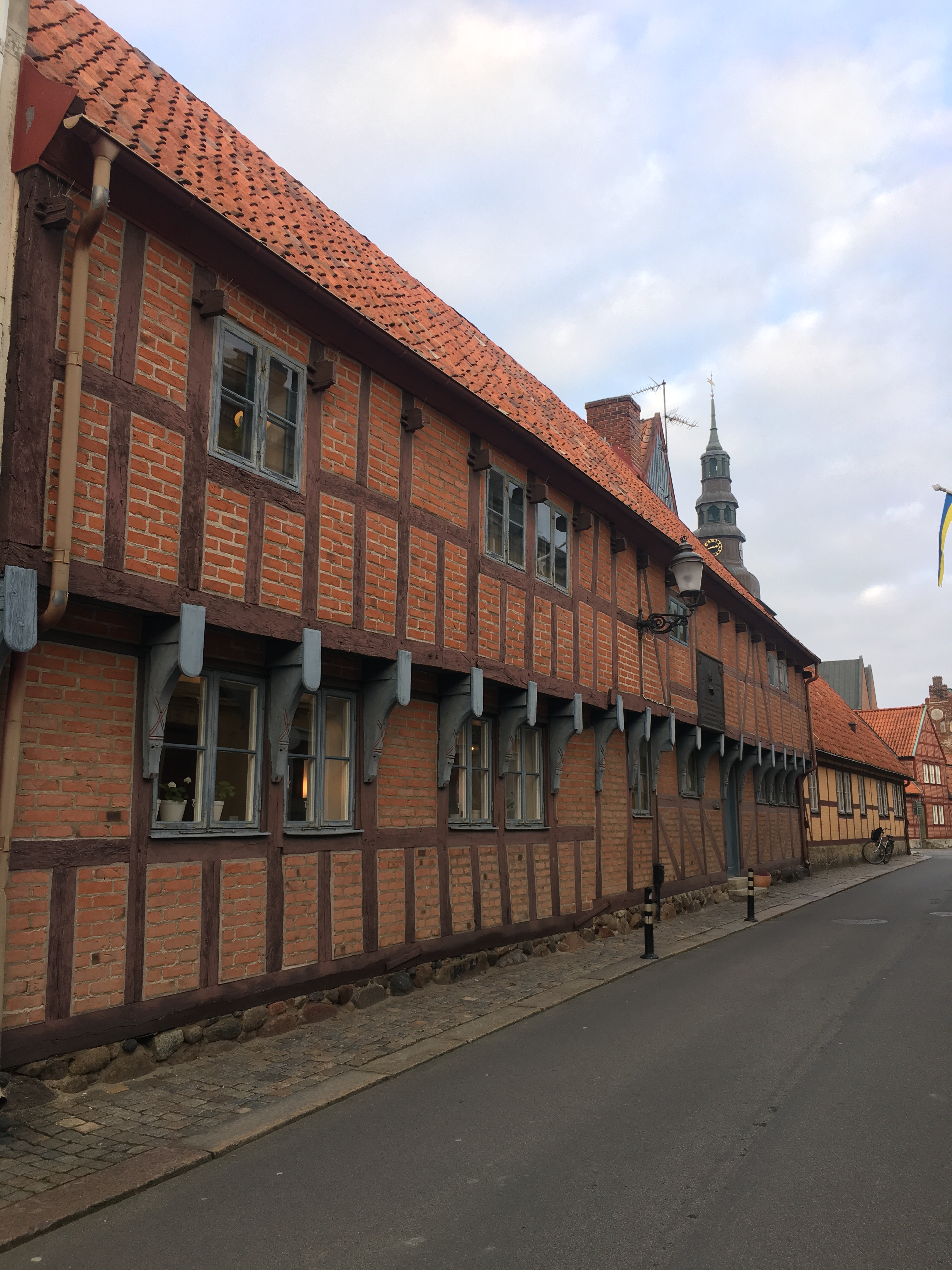
Kemnerska gården.

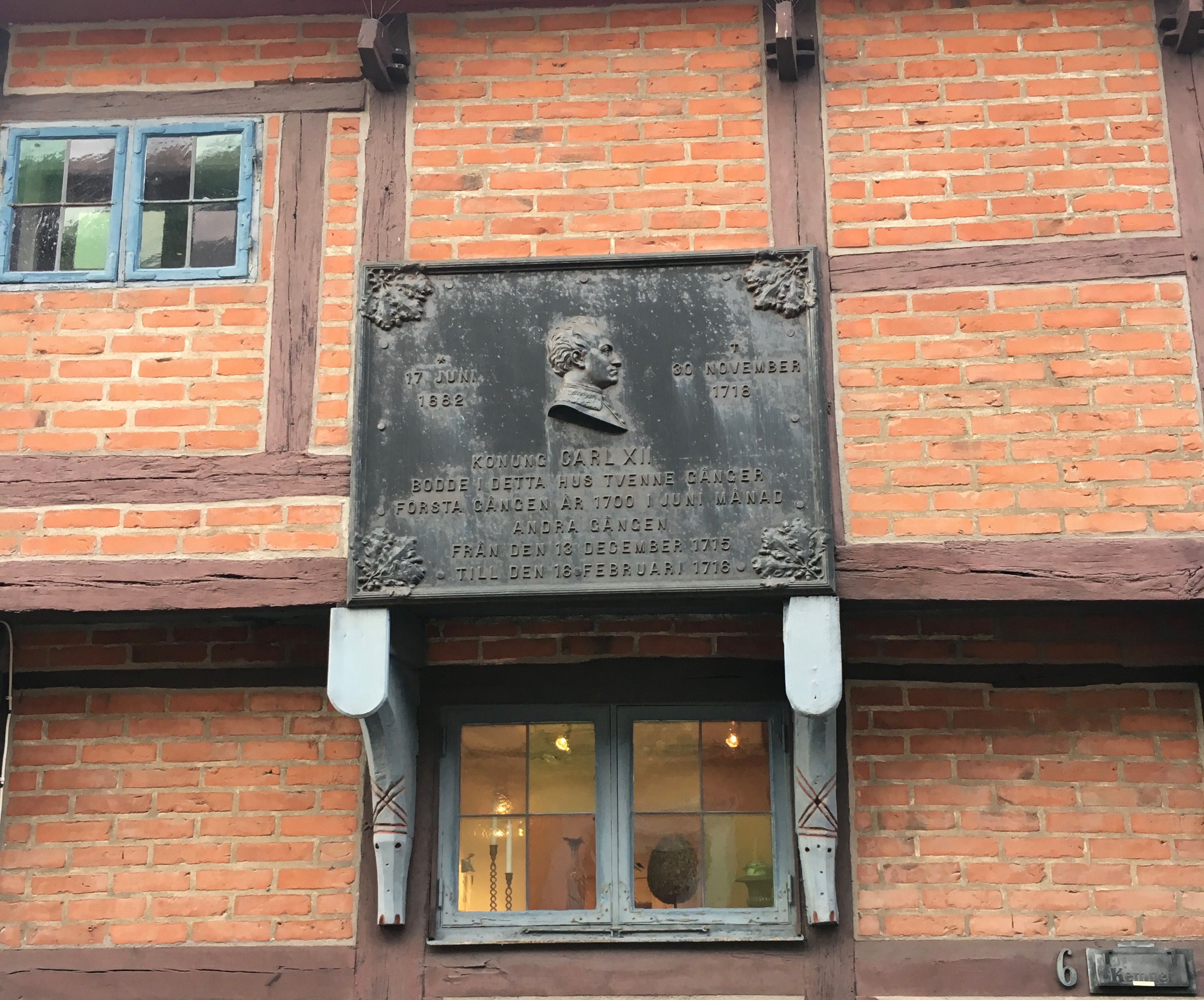
Minnestavla för Karl XII.

Kemnerska gården ligger i Kvarteret Pernilla 12 på Stora Västergatan 6 i Ystad och byggnaden sträcker sig mellan Stora och Lilla Västergatan.
Det östra huset av gården användes ursprungligen som ett magasin och byggdes 1520 och bostadshuset i väster byggdes cirka 1540. Kemnerska gården renoverades senast 1951-1952 då gården skadades i en brand 1946.
Det har sagts att Karl XII under sin vistelse i Ystad 1699 bodde i huvudbyggnaden på gården. Det är av denna anledning som många känner till huvudbyggnaden som Karl XII-huset. Det visade sig dock att Karl XII aldrig har bott på gården men han har ändå haft en stor betydelse för Kemnerska gården. Karl XII har bland annat hindrat att byggnaden revs.